# Onitis laminosus
Onitis laminosus là một loài bọ cánh cứng trong họ Bọ hung (Scarabaeidae).